# Nancy King
Nancy King (* 15. Juni 1940 in Eugene (Oregon) als Nancy Whalley; † 5. August 2025 in Portland) war eine amerikanische Sängerin des Modern Jazz.

## Leben und Wirken
King studierte ab 1959 an der University of Oregon, wo sie mit Ralph Towner und Glen Moore auftrat. 1960 wurde sie exmatrikuliert, weil sie sich für die Bürgerrechtsbewegung engagiert hatte. Sie zog nach San Francisco, nahm Unterricht bei Jon Hendricks und setzte dort ihre Karriere als Sängerin fort, unter anderem in der Band von Saxophonist Sonny King, der auch der Vater ihrer drei Söhne ist. Sie trat unter anderem mit John Handy, Pharoah Sanders und mit Miles Davis auf. 1966 und 1967 ging sie national auf Tournee, um dann in Las Vegas zu arbeiten. Zu Beginn der 1970er Jahre kehrte sie zurück nach Oregon, wo sie mit Ralph Towner, David Friesen und Tom Grant in den regionalen Clubs auftrat und 1979 ein erstes Album vorlegte, an dem Ray Brown und Frank Strazzeri mitwirkten. Mit Glen Moore arbeitete sie im Duo und trat auf dem Montreal Jazz Festival und in Europa auf. Nachdem sie mehrere Alben mit Glen Moore und weiteren prominenten Begleitern veröffentlicht hatte, erwähnte sie der Down Beat 1994 in seinem Poll als „Talent, das weitere Beachtung verdient“. Weiterhin war sie mit Ray Brown und mit Steve Christofferson auf Tournee. 1996 nahm sie ein Album mit dem Metropole Orkest auf. Ihr mit Fred Hersch entstandenes Album „Live at the Jazz Standard“ wurde 2007 für den Grammy nominiert. Weiterhin ist sie auf Alben von Ray Brown, Oregon, der Vokal-Jazzgruppe Genesis und Karrin Allyson zu hören.

## Diskographische Hinweise
- King & Moore Potato Radio (1992, mit Art Lande, Bennie Wallace)
- Dreamlands, Vol. 2 (1999–2001)
- Live at the Jazz Standard (2006)